# Социјална изолација
Социјална изолација је стање потпуног или скоро потпуног недостатка контакта између појединца и друштва. Разликује се од усамљености, која одражава привремени и невољни недостатак контакта са другим људима у свету. Социјална изолација може бити проблем за појединце било ког узраста, иако се симптоми могу разликовати у зависности од старосне групе.
Све врсте друштвене изолације могу укључивати останак код куће током дужег временског периода, недостатак комуникације са породицом, познаницима или пријатељима и/или намерно избегавање било каквог контакта са другим људима када се такве прилике укажу.

## Ефекти
Права друштвена изолација током година и деценија може бити хронично стање које утиче на све аспекте постојања особе. Друштвена изолација може довести до осећања усамљености, страха од других или негативног самопоштовања. Недостатак доследног људског контакта такође може изазвати сукоб са (периферним) пријатељима. Социјално изолована особа може повремено разговарати са члановима породице или правити проблеме са њима.

Магнитуде ризика повезаних са социјалном изолацијом упоредиви су са пушењем цигарета и други већим биомедицинским и психофизичким факторима ризика. Ипак, наше разумевање како или зашто социјална изолација јесте ризична по здравље - или обратно - како и зашто друштвене везе штите здравље, и даље остаје прилично ограничено

Џејмс С. Хаус, „Psychosomatic Medicine” (2). 2001., , Volume 63, pages 273–274
У случају изолације у вези са расположењем особе, појединац се може изоловати током депресивне епизоде само да би „испливао на површину“ када им се расположење побољша. Појединац може покушати да оправда своје повучено или изоловано понашање као пријатно или удобно. Може постојати унутрашња спознаја од стране појединца да нешто није у реду са њиховим изолационим одговорима што може довести до повећане анксиозности. Односи могу бити борба, јер се појединац може поново повезати са другима током здравијег расположења само да би се вратио у изоловано стање током накнадног лошег или депресивног расположења.

## Уочена друштвена изолација код људи
Истраживања показују да је перципирана социјална изолација фактор ризика и може допринети „лошијим укупним когнитивним перформансама и лошијем извршном функционисању, бржем когнитивном опадању, негативнијој и депресивнијој когницији, повећаној осетљивости на друштвене претње и самозаштитном потврдном пристрасност у друштвеној спознаји“. Изолација такође доприноси убрзању процеса старења и ризику од Алцхајмерове болести. Штавише, друштвене интеракције појединаца који се осећају социјално изолованим су негативније и мање субјективно задовољавајуће. Ово доприноси зачараном кругу у којем особа постаје све више и више изолована.

## Социјална изолација код глодара
Експерименталне манипулације социјалном изолацијом код пацова и мишева (нпр. изоловани узгој) су уобичајено средство за разјашњавање ефеката изолације на друштвене животиње уопште. Истраживачи су предложили изоловано гајење пацова као етиолошки валидан модел људске менталне болести. Заиста, откривено је да хронична социјална изолација код пацова доводи до понашања сличних депресији, анксиозности и психози, као и знакова аутономне, неуроендокрине и метаболичке дисрегулације. На пример, систематски преглед је открио да је социјална изолација код пацова повезана са повећаном експресијом неуротрофног можданог фактора у хипокампусу, што је повезано са повећаним симптомима сличним анксиозности. У другом примеру, студија је открила да је социјална изолација код пацова повезана са повећаном експресијом неуротрофног фактора у префронталном кортексу. Ово доводи до дисрегулације неуронске активности која је повезана са анксиозношћу, депресијом и социјалном дисфункцијом.
Показало се да ефекти експерименталних манипулација изолације код нељудских друштвених врста подсећају на ефекте перципиране изолације код људи, и укључују: повећан тонични тонус симпатикуса и активацију хипоталамус-хипофизно-надбубрежне жлезде и смањену контролу упале, имунитет, здравље сна и експресија гена који регулишу глукокортикоидне одговоре. Међутим, биолошки, неуролошки и генетски механизми који леже у основи ових симптома су слабо схваћени.

### Неуробиологија
Друштвена изолација доприноси абнормалном развоју хипокампуса путем специфичних промена стабилности микротубула и смањене експресије МАП-2. Социјална изолација доприноси смањеној експресији синаптичког протеина синаптофизина и смањеној дужини дендрита и густини дендритичне кичме пирамидалних ћелија. Основни молекуларни механизам ових структурних неуронских промена су стабилизације микротубула, које ометају ремоделирање и проширење аксона и дендрита.
Истраживање Кола његових колега показало је да је перципирана социјална изолација повезана са експресијом гена – конкретно, недовољна експресија гена који носе антиинфламаторне глукокортикоидне елементе одговора и прекомерна експресија гена који носе елементе одговора за проинфламаторне НФ-κБ / Рел транскрипционе факторе . Овај налаз је упоредо са смањеном осетљивошћу лимфоцита на физиолошку регулацију од стране ХПА осе код усамљених особа. Ово, заједно са доказима повећане активности ХПА осе, сугерише развој резистенције на глукокортикоиде код хронично усамљених особа.
Друштвена изолација може бити преципитирајући фактор за самоубилачко понашање. Велики број литературе сугерише да су појединци који доживљавају изолацију у свом животу подложнији самоубиству од оних који имају јаке друштвене везе са другима. Студија је показала да је социјална изолација међу најчешћим факторима ризика које су идентификовали аустралијски мушкарци који покушају самоубиство. Професор Ијан Хицкие са Универзитета у Сиднеју рекао је да је социјална изолација можда најважнији фактор који доприноси покушајима самоубиства мушкараца. Хики је рекао да постоји мноштво доказа да мушкарци имају ограниченије друштвене мреже од жена и да су те мреже у великој мери засноване на послу.
Недостатак друштвених односа негативно утиче на развој структуре мозга. У екстремним случајевима друштвене изолације, студије младих мишева и мајмуна су показале како је мозак снажно погођен недостатком друштвеног понашања и односа.

### У друштвеним животињским врстама уопште
Социјална изолација смањује животни век воћне мушице; промовише гојазност и дијабетес типа 2 код мишева.
Показало се да социјална изолација код обичног чворка, веома друштвене врсте птица, такође изазива стрес код изоловане птице.

## Позадина
Социјална изолација је и потенцијални узрок и симптом емоционалних или психолошких изазова. Као узрок, уочена немогућност интеракције са светом и другима може створити ескалирајући образац ових изазова. Као симптом, периоди изолације могу бити хронични или епизодични, у зависности од било које цикличне промене расположења, посебно у случају клиничке депресије.
Свакодневни аспекти ове врсте дубоко укорењене друштвене изолације могу значити:
- боравак код куће на неодређено време због недостатка приступа друштвеним ситуацијама, а не због жеље да буде сам;
- не бити контактиран, тако и не контактирати са било каквим познаницима, чак и периферно; на пример, да вас нико никада не позове телефоном и да немате посете или не иде код било кога
- недостатак смислених, продужених веза, а посебно блиске интимности (и емоционалне и физичке)[24]

### Доприносећи фактори
Следећи фактори ризика доприносе разлозима због којих се појединци удаљавају од друштва.
- Старење – Једном када особа достигне године када се јављају проблеми као што су когнитивна оштећења и инвалидитет, она није у стању да изађе и дружи се.
- Здравље и инвалидитет – Људи могу бити посрамљени због својих инвалидитета или здравствених проблема, тако да имају тенденцију да се изолују како би избегли друштвену интеракцију из страха да ће бити осуђени или стигматизовани. Ово је уобичајено код људи који имају аутизам и друге познате поремећаје. Понекад, уместо срамоте, сам инвалидитет и недостатак мреже подршке могу бити узрок друштвене изолације.[27]
- Губитак слуха – губитак слуха може узроковати оштећење комуникације, што може довести до социјалне изолације, посебно код старијих особа.[28]
- Губитак вољене особе може допринети друштвеној изолацији. Студије су показале да удовице које одржавају контакт са пријатељима или рођацима имају боље психичко здравље. Једна студија је закључила да удовице које су имале много друштвених контаката и интеракција доводе до мање симптома депресије. Током времена губитка, социјална изолација није од користи за ментално здравље појединца.[29]
- Живети сам – Студија Националног центра за истраживање породице и брака из 2015. показала је да 13 одсто одраслих у Сједињеним Државама живи сами, у односу на 12 одсто 1990. године. Стопа самосталног живота за особе млађе од 45 година није се променила, али је стопа за Американце од 45 до 65 година порасла у последњих 25 година. Људи старији од 65 година ређе живе сами.[30]
- Изолацију може наметнути супружник који злоставља.[31]
- Рурална изолација – У руралним областима, фактори као што су живот удаљени један од другог, бег са села, занемарљива количина јавних простора и забаве, и недостатак приступа ресурсима који се односе на ментално здравље, доприносе изолацији. Ограничени приступ широкопојасном интернету и мобилној телефонији такође отежавају онима који су у изолацији да се повежу на интернету или дођу до људи.[32]
- Незапосленост – Ово може почети ако неко буде отпуштен, отпуштен или отпуштен са посла или радног места, или напусти по сопственом нахођењу. Ако се особа бори или није у стању да пронађе нови посао током дужег временског периода (тј. месеци или године), осећај изолације се може погоршати, посебно код мушкараца.[33]
- Самостални радници од куће – Задаци који се подразумевају у овој врсти посла углавном не подразумевају социјалну интеракцију на физичком нивоу, нити излазак напоље. Интеракције и плаћања могу се вршити дигиталним медијима тако да особа остаје изолована од друштва.
- Пензионисање – или други извор фиксног прихода, чини неопходном да особа тражи посао, ова ситуација је слична незапослености, али са бољим животом с једне стране, али без потребе за изласком напоље с друге стране.
- Проблеми са превозом – Ако особа нема превоз да би присуствовала скуповима или једноставно изашла из куће, нема другог избора осим да остане код куће цео дан, што може довести до тог осећаја депресије.[34]
- Проблеми у друштву – Жеља да се избегну нелагодност, опасности и одговорности које произилазе из боравка међу људима. Ово се може догодити ако су други људи понекад или често непристојни, непријатељски расположени, критични или осуђујући, груби или на неки други начин непријатни. Особа би више волела да буде сама како би избегла проблеме и потешкоће у раду са људима.[тражи се извор] Бити ван рупе и друштвена категоризација такође могу играти улогу у стварању неповољних околности у којима појединац може покушати да избегне у зависности од политика и ставова друштва.[35]
- Злоупотреба супстанци може бити и узрок и/или последица изолације, често се поклапа са поремећајима у вези са расположењем, посебно међу онима који живе сами.[36]

Друштвена изолација може почети рано у животу. Током овог периода развоја, особа може постати више заокупљена осећањима и мислима о својој индивидуалности које није лако поделити са другим појединцима. Ово може бити резултат осећања стида, кривице или отуђења током искустава из детињства. Социјална изолација такође може да се поклопи са сметњама у развоју. Појединци са сметњама у учењу могу имати проблема са друштвеном интеракцијом. Потешкоће које се доживљавају на академском плану могу у великој мери утицати на индивидуално поштовање и осећај сопствене вредности. Пример би била потреба за понављањем школске године. Током раних развојних година у детињству, потреба да се уклопи и буде прихваћена је најважнија. Дефицит у учењу може заузврат довести до осећаја изолованости, да су на неки начин „другачији“ од других.
Да ли нове технологије као што су интернет и мобилни телефони погоршавају друштвену изолацију је тема дебате међу социолозима, са студијама које показују и позитивну корелацију друштвених веза са употребом друштвених медија, као и поремећаје расположења који се поклапају са проблематичним користити.

### Изолација међу старима
Социјална изолација утиче на отприлике 24% старијих одраслих особа у Сједињеним Државама, отприлике 9 милиона људи. Старије особе имају јединствен скуп изолационих динамика које често перпетуирају једна другу и могу довести појединца у дубљу изолацију. Повећана слабост, могући пад општег здравља, одсутни или неповезани рођаци или деца, економске борбе могу допринети осећају изолације. Међу старијима, бездетност може бити узрок социјалне изолације. Било да им је дете умрло или уопште нису имали децу, усамљеност која произилази из тога што немају дете може изазвати друштвену изолацију. Одлазак у пензију, нагли прекид свакодневних радних односа, смрт блиских пријатеља или супружника такође могу допринети социјалној изолацији.
У САД, Канади и Уједињеном Краљевству, значајан део старијих особа у 80-им и 90-им годинама се доводи у старачке домове ако показују озбиљне знаке социјалне изолације. Друга друштва, као што су многа у јужној Европи, источној Европи, источној Азији, као и на Карибима и Јужној Америци, обично не деле склоност ка пријему у старачке домове, већ више воле да се старају о деци и проширеној породици старијих родитеља. ти старији родитељи до смрти. С друге стране, извештај норвешке статистике из 2016. године наводи се да више од 30 одсто старијих од 66 година има две или мање људи на које се могу ослонити ако се појаве лични проблеми. Чак и даље, скоро половина свих чланова старијих заједница је изложена високом ризику од социјалне изолације, што је посебно распрострањено код старијих особа нижег образовања и унутар ниже економске класе, а уз то је смањена доступност опција дружења овим појединцима ниже класе. Такође је примећено повећање физичког хода међу припадницима ових заједница.
Друштвена изолација међу старијим одраслим особама повезана је са повећањем обољевања од болести, већим ризиком од деменције и смањењем физичке покретљивости заједно са повећањем опште здравствене забринутости. Докази о повећаном когнитивном паду су повезани са повећањем социјалне изолације код депресивних старијих жена.
Употреба видео комуникације/ видео позива је предложена као потенцијална интервенција за побољшање социјалне изолације код старијих. Међутим, његова ефикасност није позната.

#### Изолација и здравље и смртност
Друштвена изолација и усамљеност код старијих одраслих су повезани са повећаним ризиком за лоше ментално и физичко здравље и повећаном смртношћу. Постоји повећан ризик за рану смртност код особа које доживљавају социјалну изолацију у поређењу са онима који нису социјално изоловани. Студије су откриле да је социјална изолација повезана са повећаним ризиком од физичких здравствених стања, укључујући висок крвни притисак, висок холестерол, повишене хормоне стреса и ослабљен имуни систем. Истраживања такође сугеришу да социјална изолација и смртност код старијих имају заједничку везу са хроничном упалом са одређеним разликама између мушкараца и жена. Такође је утврђено да је социјална изолација повезана са лошим менталним здрављем, укључујући повећан ризик од депресије, когнитивног пада, анксиозности и употребе супстанци. Социјална изолација код старијих особа је такође повезана са повећаним ризиком од деменције.

### Изолација међу децом и тинејџерима
Средња школа је време када млади имају тенденцију да буду осетљиви на друштвене изазове и њихово самопоштовање може бити крхко. Током овог рањивог периода у развоју, подршка осећају припадности ученика школи је од критичне важности. Постојећа истраживања откривају да је развој осећаја припадности код адолесцената важан фактор у адолесценцији за стварање социјалног и емоционалног благостања и успеха у школовању. Студије су откриле да осећај усамљености везан за пријатељство више објашњава симптоме депресије међу адолесцентима него усамљеност родитеља. Једно од могућих објашњења је да су пријатељи преферирани извор друштвене подршке током адолесценције.
Научници одавно знају да усамљеност код одраслих може довести до депресивних симптома касније у животу. У последње време,  научници су такође видели да су усамљена деца подложнија симптомима депресије у младости. У једној студији, истраживачи закључују да превенција усамљености у детињству може бити заштитни фактор против депресије у одраслом добу. Социјално изолована деца имају тенденцију да имају ниже достигнућа у образовању, да су део мање повлашћене друштвене класе у одраслом добу и већа је вероватноћа да ће бити психички узнемирени у одраслом добу. Добијањем социјалне помоћи, студије показују да се деца лакше носе са високим нивоом стреса. Такође се показује да је социјална подршка снажно повезана са осећањем мајсторства и способношћу да се носи са стресним ситуацијама, као и снажно повезана са повећаним квалитетом живота.